# Alicia Hoskin
Alicia Hoskin (6 de fevereiro de 2000) é uma canoísta neozelandesa.

## Início da vida
Nascida e criada em Gisborne, ela estudou na Gisborne Girls' High School, onde foi Head Girl (2018). Membro do Poverty Bay Kayak Club de lá, ela foi treinada pela canoísta velocista olímpica de 1984, Liz Thompson. Ela estudou na Massey University, onde estudou Desenvolvimento Esportivo.

## Carreira
Hoskin foi selecionada para o campeonato mundial júnior de canoagem sprint em 2017 quando, aos 17 anos, passou pelo que inicialmente se pensava ser um exame de saúde de rotina antes da partida. Infelizmente, os exames cardiológicos revelaram a Síndrome de Wolff-Parkinson-White, que está presente no nascimento e pode causar batimentos cardíacos rápidos e até mesmo insuficiência cardíaca. Hoskin precisou de uma ablação cardíaca, um procedimento que cicatriza o tecido do coração para bloquear sinais elétricos anormais. Envolveu a introdução de um cateter em uma das veias de sua perna e através da parede de seu coração até o outro lado.
Hoskin queria continuar a competir internacionalmente após a cirurgia cardíaca e se mudou para Auckland para treinar com o esquadrão de alto desempenho da Canoe Racing New Zealand. Hoskin fez sua estreia no Campeonato Mundial em Szeged, na Hungria, terminando em nono com Caitlin Ryan no Campeonato Mundial de Canoagem Velocidade da ICF de 2019 – K-2 500 metros feminino.
Em junho de 2021, Hoskin foi uma das quatro remadoras femininas selecionadas para a equipe da Nova Zelândia para competir em Tóquio nos Jogos Olímpicos de Verão de 2020, ficando em 14º lugar no K2 500m, ao lado de Teneale Hatton e em 4º lugar no K4 500m, ao lado de Hatton, Lisa Carrington e Caitlin Regal.
No Campeonato Mundial de Canoagem Velocidade de 2023 em Duisburg, Hoskin ganhou uma medalha de ouro no K-4 500 metros com Lisa Carrington, Olivia Brett e Tara Vaughan. Esta foi uma vitória histórica para a Nova Zelândia e para o esporte de canoagem velocidade, sendo a primeira vez que o título mundial K4 500 foi conquistado por um país fora das tradicionais potências europeias.
Nos Jogos Olímpicos de Verão de 2024, em Paris, conquistou a medalha de ouro na disputa do K-2 500 m feminino, com Lisa Carrington, no tempo de 1:37.28, e na competição do K-4 500 metros feminino, ao lado de Carrington, Olivia Brett e Tara Vaughan, com o tempo de 1:32.20.